# Málaga és Sierra de Málaga borvidék

A Málaga és Sierra de Málaga borvidék Spanyolországban

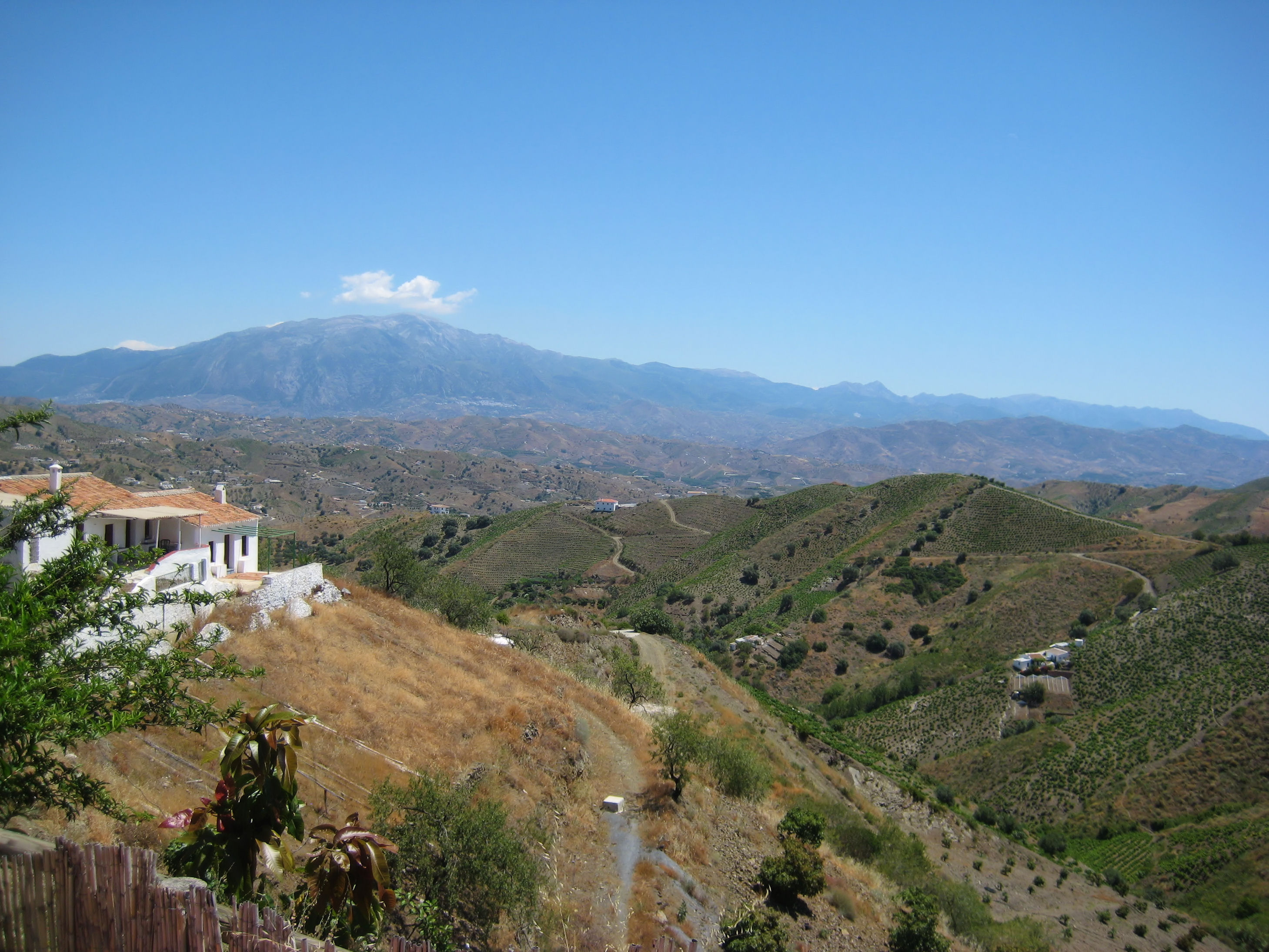
Szőlőültetvény Cútar közelében

A Málaga és Sierra de Málaga borvidék az andalúz borrégió egyik borvidéke Andalúzia déli részén, a Costa del Sol (Napospart) üdülőkörzetben a Földközi-tenger partján és attól északra, tehát délről a Földközi-tenger határolja, északról pedig a Sierra Nevada hegyláncai. Itt készítik a világhírű malaga bort.
Andalúziában hat DO jelölésű borvidék található, ezek egyike a Málaga és Sierra de Málaga, amelyhez 63 település szőlőterületei tartoznak kb. 1300 hektár termőterülettel. A borvidéket két zónára osztják:
- Málaga  és
- Sierra de Málaga (málagai hegyvidék).

A Sierras de Malaga 2001-ben kapta meg D.O. státuszt, tehát nagyon fiatal borvidék. Földrajzi területe azonos a Malaga D.O. területével, de a szabályzat sokkal tágabb lehetőségeket ad a borkészítés alapanyagaira és módszereire.
A borvidéket négy alkörzetre:
- Manilva,
- Norte,
- Montes de Malaga,
- Axarquia és

egy al-appellációra (Serrania de Ronda) bontják, ezek éghajlata és talaja is különböző. A legmagasabban fekvő szőlők Serrania de Rondában vannak.
A borvidék központja a több mint félmillió lakosú Málaga városa.
A többi település:
- Alameda,
- Alcaucín,
- Alfarnate,
- Alfarnatejo,
- Algarrobo,
- Alhaurín de la Torre,
- Almáchar,
- Almargen,
- Almogía,
- Álora,
- Antequera,
- Árchez,
- Archidona,
- Arenas,
- Arriate,
- Atajate,
- Benadalid,
- Benamargosa,
- Benamejí,
- Benamocarra,
- El Borge,
- Campillos,
- Canillas de Aceituno,
- Canillas de Albaida,
- Cártama,
- Casabermeja,
- Casares,
- Colmenar,
- Comares,
- Cómpeta,
- Cuevas Bajas,
- Cuevas de San Marcos,
- Cútar,
- Estepona,
- Frigiliana,
- Fuente de Piedra,
- Gaucín,
- Humilladero,
- Iznate,
- Macharaviaya,
- Manilva,
- Moclinejo,
- Mollina,
- Nerja,
- Palenciana,
- Periana,
- Pizarra,
- Rincón de la Victoria,
- Riogordo,
- Ronda,
- Salares,
- Sayalonga,
- Sedella,
- Sierra de Yeguas,
- Torremolinos,
- Torrox,
- Totalán,
- Vélez-Málaga,
- Villanueva de Algaidas,
- Villanueva del Rosario,
- Villanueva de Tapia,
- Villanueva del Trabuco és
- Viñuela

## Talaja, éghajlata
A régió talaja meglehetősen változatos, többnyire agyagos, löszös vagy meszes. Az agyagos-meszes talaj szerencsés kombináció, mert a forró nyarakon ia segíti a esők nedvességét, emiatt nem kell öntözni.
A partvidék éghajlata mediterrán forró, száraz nyarakkal és téli csapadékmaximummal.
A hegyvidék éghajlata átmeneti a kontinentális és a mediterrán típus között: a nyár  hosszú, forró és száraz, a tél rövid és viszonylag csapadékos. A napsütéses órák száma évi 3000 körül alakul, a csapadék 500–1000 mm évente(?).
A magasabb részeken az Atlanti-óceán hatása is érvényesül, és szélsőségesen ingadozó időjárási körülményeket hoz létre. A szőlő emiatt lassan érik be, és a nagy napi hőingásnak köszönhetően megtartja savtartalmát.
A félezer éves tradícióra visszatekintő malaga borok hírneve az elmúlt évtizedekben kicsit megkopott.
A terület egy része nemzeti park, amelyet 1995-ben felvették az UNESCO védett természeti kincseinek listájára. Az antequerai dolmeneket 2016-ban a kulturális világörökségek listájára is felvették (I)(III)(IV).

## Ültetvények, szőlőfajták

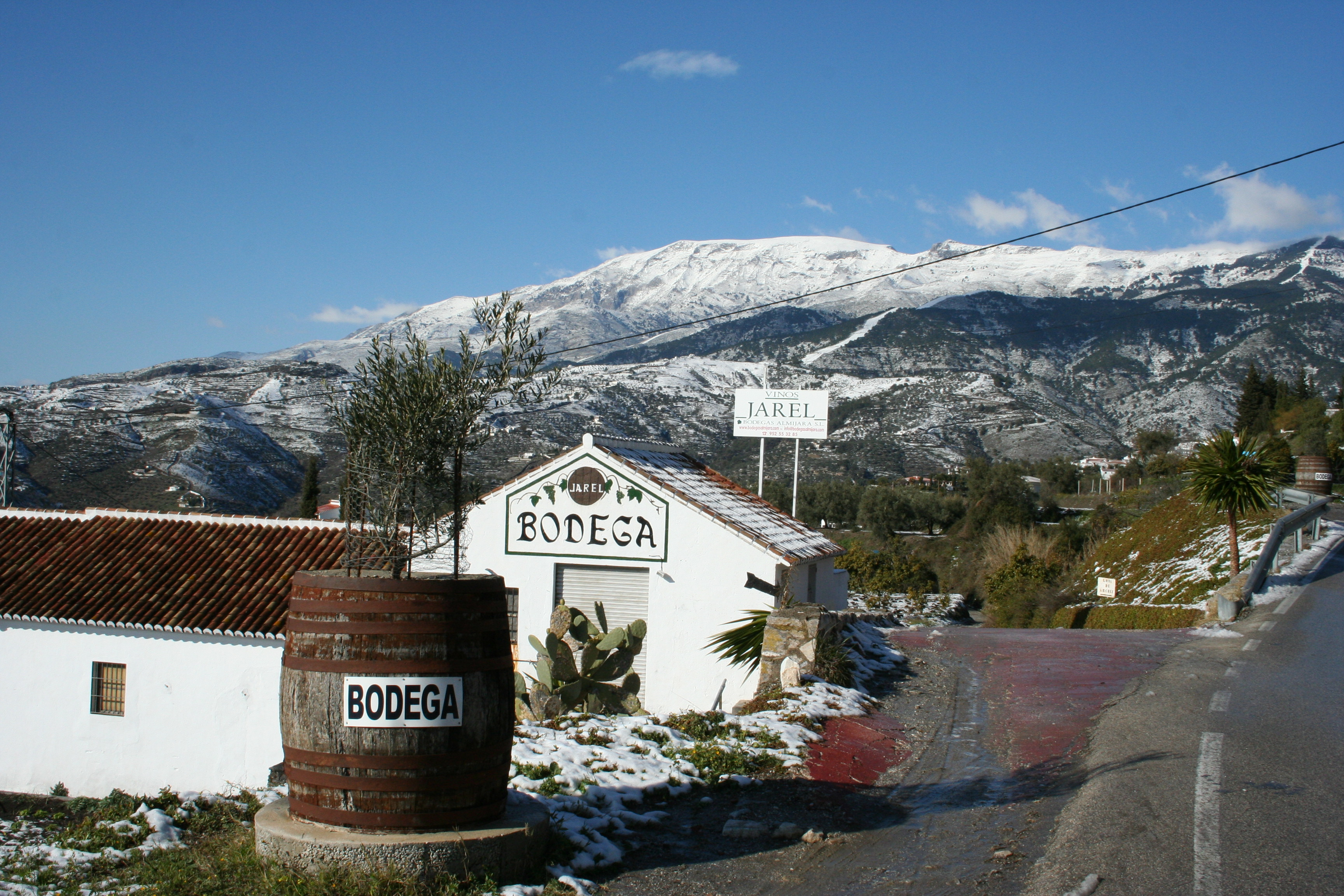
Az Almijara pincészet (Bodegas Almijara)

A telepítési sűrűség hektáronként 800 és 5000 tőke között van. A tőkéket a fajta, a termékenység, a használt alanyok és az egyes gazdaságok agrár-környezeti jellemzőinek figyelembevételével nevelik és metszik. Csak fehér szőlőket ültetnek.
A szőlőt kizárólag kézzel szedik, és nagyon kicsi szüretelő ládákban gyűjtik, hogy megtartsa gyümölcsösségét. A szőlő az első 24 órát két fokon tölti, és csak minimálisan kénezik. A gazdaságok csak a saját szőlőjükből készítenek bort, így garantálják azok végső minőségét. A szüretet gyakran két szakaszra osztják az egyensúly biztosítása érdekében.
Fő fajták:
- Pedro Ximénez (PX) — ebből készül a malaga aszúszőlő is.[3]
- muskotály (Moscatel):
  - alexandriai muskotály,
  - mór muskotály,
- lairén,
- doradilla,
- romé

## A bor készítése, érlelése
A gyomokat kézzel irtják, gyomirtószerek használata nélkül. A hozamkorlátozás a lehető legszigorúbb, egy hektárra legfeljebb 5000 tőkét ültetnek. Egy tőkéről átlagosan 1 kilogrammot szüretelnek. Mindent természetesen készítenek, kézzel szüretelnek. A hegyi ültetvényeket Guyot módon művelik, picit magasabban, mint Burgundiában.
A szüret kezdetének időpontját a szabályozó tanács határozza meg. Ezen túl szabályokat állapít meg a szüret ütemére, hogy az a pincészetek felvevőképességének megfelelő legyen, valamint a szüretelt szőlő szállítására, hogy az ne rontsa a minőséget. Serranía de Rondában a szőlőt kézzel szüretelik és legfeljebb 30 kg súlyú tartályokban szállítják.
A bort gravitációs úton mozgatják egészen a palackozó sorig, így minimalizálják a pumpa használatát. A kis területen termesztett Pinot Noirt hidegen áztatják, majd irányított hőmérsékleten erjesztik. Az almasavbontás után extra nagy (300 és 500 literes) fahordókban erjesztik a gyümölcsös jelleg megőrzése érdekében.
A túlérett szőlőt a napon még tovább aszalják a magasabb cukorfok elérése érdekében. A borhoz még karamellizált sűrítményt is adnak.
A borvidék szőlőterülete a 2010-s évek közepém 1215 hektár volt, és erről kb. 20 000 hl malaga bor került a piacra.

## Jellemző borféleségek
Európában az elsők között a malaga bor kapott eredetvédelmet az 1500-as évek első felében. Ezt a bort szerte a kontinensen szívesen fogyasztották. Modern eredetvédelme (DO) is közel 100 éves (1933-ban adták ki). A malaga borok cukortartalma 16–20 %, alkoholtartalma 18–22 %. Fehér, rosé és vörösborokat egyaránt készítenek, de leghíresebb termékeik a malaga borok. Ezek a borok 2001 óta két megnevezéssel kerülnek forgalomba:
- Az édes D.O. Málaga kizárólag a Pedro Ximénez és a muskotály (Moscatel) fajtákból készül természetes eljárással vagy erősítve. E két szőlőt a termőterület 65%-án művelik.
- A D.O. Sierras de Málaga előállításához nyolc szőlőfajtát termesztenek, fele-fele arányban fehéret és kéket, köztük több őshonost és néhány világfajtát is.[5]

### Malaga bor
A malaga borok különféle színűek és ízűek lehetnek, aminek érdekében az alapborhoz adalékokat (más borokat, illetve borpárlatokat) adagolnak.

## Borászatok
2010-ben a borvidéken 36 borászatot tartottak nyilván 476 ültetvénnyel. Ezek együttes termelvénye 27 636 hl bor volt.
Jelentősebb pincészetek:
- Bodega Cortijo Los Aguilares birtok, ültetvényei több mint 900 méter magasan vannak Rondától alig 5 kilométerre a Serranía de Ronda hegységben. A birtokot az Itarte család alapította 1999-ben; a központi épületük 150 éves. Pinot noirjuk a svájci Mondial du Pinot Noir versenyen 2008-ban nagy aranyérmet, 2010-ben aranyérmet nyert. A tisztán petit verdot szőlőből készített Tadeo borukat is több díjjal honorálták. A 2010-es években megpróbálkoztak a 20. század elejére szinte teljesen kipusztult garnacha és graciano fajták telepítésével, mert úgy gondolják, hogy a filoxéravész előtti fajtákban nagy potenciál rejlik.[4]
- Almijara pincészet (Bodegas Almijara);
- Antigua Casa de Guardia[6]
- Bodega Marques de Vizhoja;
- Bodega A Munoz Cabrera;
- Bodegas César Príncipe;
- Bodegas y Vinedos Tamaral Roble;
- Finca y Bodega Pago de Carraovejas;
- Bodega Dona Felisa Chinchilla,
- Bodegas Habla;
- Bodega Joaquin Fernandez Hacienda;
- Bodega Cooperativa San Andrés;
- Bodegas Veganzones;
- Bodegas Dimobe[2]

## Fordítás
- Ez a szócikk részben vagy egészben  a   Málaga (vino) című spanyol Wikipédia-szócikk ezen változatának fordításán alapul.  Az eredeti cikk szerkesztőit annak laptörténete sorolja fel. Ez a jelzés csupán a megfogalmazás eredetét és a szerzői jogokat jelzi, nem szolgál a cikkben szereplő információk forrásmegjelöléseként.